# Шмартно об Паки
Шмартно об Паки (словен. Šmartno ob Paki,  -Свети Мартин на Паки) је насеље и управно средиште истоимене општине Шмартно об Паки, која припада Савињској регији у Републици Словенији.
По попису становништва из 2011. године насеље Шмартно об Паки имало је 648 становника.

### Географија
Шмартно об Паки лежи око 13 км југозападно од Велења у долини реке Савиње, на обалама реке Паке. Припада историјској покрајини Доња Штајерска.

### Знаменитости
Најстарија грађевина у селу је готичка црква светог Мартина, по којој је село и добило име. Црква се први пут помиње 1256. године, а временом се око ње формирало данашње насеље.
Изнад села налазе се рушевине старе куле (или малог замка) Пакенштајн из 14. века.